# Памятник Корнелю Уейскому
Памятник Корнелю Уейскому (пол. Pomnik Kornela Ujejskiego) — бюст, установленный в честь польского поэта и драматурга Корнеля Уейского.

## История
Идея создания памятника К. Уейскому, много лет жившему во Львове, возникла в 1897 году. Тогда же был сформирован Комитет по его сооружению, председателем которого избрали президента города Львова Годзимира Малаховского. В октябре 1898 г. начался сбор пожертвований на сооружение памятника.
Создание бронзового бюста поэта поручили скульптору Антону Попелю (впоследствии автору памятника Мицкевичу во Львове). Отливку осуществила венская фирма Фридриха Круппа.
Торжественное открытие бронзового бюста поэта состоялось 8 декабря 1901 года на Академической улице (ныне проспект Шевченко) перед главным входом в Городской казино.
На фронтоне гранитного постамента изображена бронзовая лира с разорванными оковами (символ свободы поэзии) на фоне надписи «Kornel Ujejski» («Корнель Уейский»), с обратной стороны — слова из стихотворения поэта «С дымом пожаров», служившего польским национальным гимном в конце XIX века («Narodzie mój bądź szczęśliwy» K. Ujejski («Народ мой, будь счастлив»)) под ними — подпись мелкими буквами «К. Уэйский» (на польском языке).
Памятник простоял до 1946 года, после чего был демонтирован советскими властями и в 1950 году передан Польше. В течение нескольких лет он хранился в варшавском парке Вилянувского дворца. В ноябре 1956 года был перевезен в Щецин.
Официальное открытие памятника в Щецине состоялось 9 декабря 2006 года по случаю 105-летия его первого открытия во Львове, подчёркивая, таким образом, польскость Ште́ттина.